# Waldemar Lendin
Gustav Waldemar Lendin, född den 26 juni 1913 i Stockholm, död den 2 november 2002 i Förslövs församling, Skåne län, var en svensk historiker och skolman.
Lendin avlade studentexamen 1933 och filosofie licentiatexamen vid Stockholms högskola 1944. Han blev adjunkt vid högre allmänna läroverket å Östermalm 1948, var rektor för Whitlockska samskolan 1954–1957, för högre allmänna läroverket å Kungsholmen 1957–1967, lektor vid högre allmänna läroverket för gossar å Norrmalm 1963–1968 och vid Bromma gymnasium 1968–1979. Lendin var redaktör för Tidning för Sveriges läroverk 1950–1954 samt styrelseledamot i Läroverkslärarnas riksförbund 1949–1951 och i Målsmännens riksförbund 1954–1962. Han publicerade artiklar i fackpress och uppslagsböcker samt medverkade vid utgivning av läroböcker i historia för realskolan, enhetsskolan och gymnasiet.